# Rue de Coulmiers (Nantes)
Pour les articles homonymes, voir Rue de Coulmiers.
La rue de Coulmiers est une voie nantaise.

## Situation et accès
Située dans le quartier Malakoff - Saint-Donatien, la rue est une voie bitumée, ouverte à la circulation automobile. Presque rectiligne, elle relie le boulevard de Stalingrad à la rue du Général-Buat.
Elle rencontre, du sud au nord, les rues de la Moutonnerie, la Tivoli, de Manille et de la Havane, les impasses Philibert, de l'Ascension et Brillouet, les rues d'Allonville, Commandant-Rivière, Gambetta, du 3e-Dragons et du Pipay, l'avenue Yves-Even, les rues Gaston-Turpin et d'Aurelle-de-Paladines, les avenues Gandhi et Marie-Biton-Caillé, et enfin la rue Marans.

## Origine du nom
Ce nom lui est attribué en commémoration de la bataille qui, le 9 novembre 1870, voit la victoire de l'armée francaise commandée par le général Louis d'Aurelle de Paladines sur les troupes bavaroises lors de la guerre franco-allemande.

## Historique
La décision d'ouvrir une rue entre la route de Paris (actuelle « rue du Général-Buat ») et le boulevard Sébastopol (actuel « boulevard de Stalingrad ») est prise lors du conseil municipal du 7 juin 1872. La nouvelle artère prolonge alors la « rue de l'Arche de Mauves » jusqu'à la « rue Grou » (actuelle « rue Gambetta »), où elle prend une nouvelle direction pour aller rejoindre la « rue Malgouverne », qui sera élargie sur le côté nord. Du fait de ces aménagements, la « rue Malgouverne » disparaît vers 1856, ainsi que la « rue de l’Arche-de-Mauves » (aussi nommée « rue des Hannes »). D'après Édouard Pied, le quartier devait certainement abriter beaucoup de foulonniers, puisqu'à cet endroit le terrain était glaiseux, et donc favorable à l'activité de ces derniers. De plus, les archives révèlent l'existence de requêtes adressées par ces foulonniers à la municipalité.
Son nom actuel lui est attribué le 18 août 1874. 

## Bâtiments remarquables et lieux de mémoire
Au no 47, se trouve l'église Sainte-Élisabeth construite en 1880. Elle n'était à cette époque qu'une simple chapelle dépendant de la paroisse Saint-Donatien, jusqu'à ce qu'elle obtienne ce statut en 1941. Elle fut agrandie en 1951.

## Voies adjacentes

### Rue de la Moutonnerie
Cette artère d'environ 110 mètres de longueur rejoint la rue Francisco-Ferrer.

### Rue Tivoli
Cette artère d'environ 120 mètres de longueur rejoint la rue Francisco-Ferrer et le parc de la Moutonnerie.

### Rue de la Havane
Longue d'environ 200 mètres, cette artère longe le côté nord de l'ancienne manufacture des tabacs avant de se terminer en impasse. Ce nom lui fut attribué le 18 août 1874, en référence à La Havane, la capitale cubaine, l'un des pays producteurs de tabac au monde.

### Cour Jules-Durand
Partant de la rue de La Havane, cette voie piétonne formée de deux segments perpendiculaires permet de rejoindre le boulevard de Stalingrad par l'intermédiaire de la rue de Maryland. Son nom rend hommage au syndicaliste libertaire Jules Durand victime en 1910 d'une grave erreur judiciaire. Il fut en effet accusé d'être le « responsable moral » de l'assassinat d'un chef d'équipe non-gréviste. Condamné à mort, il fut gracié, avant d'être totalement innocenté. À la jonction des deux segments est disposée une statue intitulée La Petite Fille, œuvre de Jacques Raoult.

### Impasse Philibert
Cette impasse piétonne d'une vingtaine de mètres de longueur débouche entre les numéros 14 et 16.

### Impasse de l'Ascension
Cette impasse d'une cinquantaine de mètres de longueur débouche entre les numéros 17 et 19.

### Impasse Brillouet
Cette impasse ouverte à la circulation automobile d'environ 90 mètres de longueur débouche entre les numéros 24 et 26.

### Rue Commandant-Rivière
Cette voie d'environ 75 mètres de longueur rejoint la rue des Rochettes et fut ouverte dans les années 1883-1884 afin de permettre un accès direct depuis la rue de Coulmiers à l'entrée principale du nouveau magasin central d'habillement et de campement militaire de la caserne Richemont, située dans l'axe oriental de rue. Par une délibération du conseil municipal du 10 mai 1882, son nom rend hommage à l'homme de lettres et officier de marine, le commandant Henri Rivière, héros de la conquête du Tonkin.

### Rue du 3e-Dragons
Cette voie d'environ 100 mètres de longueur rejoint la rue des Rochettes et fut ouverte dans les années 1875-1880 et constituait alors la partie orientale de la rue Gambetta qui se trouve dans son axe, avant de devenir une rue à part entière le 18 mars 1957. Cette artère permettait un accès direct depuis la rue de Coulmiers à l'entrée principale de la caserne Richemont, située dans l'axe oriental de rue. Son nom actuel rend hommage au 3e régiment de dragons qui stationna à la caserne Richemont de 1886 à 1921.

### Rue du Pipay
Cette voie d'environ 110 mètres de longueur part de la place du 265e-Régiment-d'Infanterie et rejoint la rue de Coulmiers.

### Avenue Yves-Even
Cette voie en impasse d'une quarantaine de mètres de longueu t, rend hommage au résistant Yves Even (1921-1944), professeur d'anglais à l'école Livet, membre du réseau Libération de Loire-Inférieure, qui fut arrêté par les Allemands et fusillé avec ses compagnons à Angers le 17 mai 1944, après avoir fait exploser les docks de Basse-Indre.

### Rue d'Aurelle-de-Paladines
Cette rue, longue de plus de 230 mètres, est constituée de deux sections presque perpendiculaires (dont l'une est en impasse) partant de la place du 265e-Régiment-d'Infanterie. La première section est bordée à l'est par la caserne Richemont. Baptisée « rue de l'Éperonnière » jusqu'en 1907, elle fut renommée de son nom actuel en l'honneur du général Louis d'Aurelle de Paladines qui, en 1870, commandait les troupes françaises lors de la victorieuse bataille de Coulmiers célébrée par le nom de l'artère sur laquelle débouche la rue.

### Avenue Gandhi
Cette voie en impasse longue d'une cinquantaine de mètres rend hommage au Mahatma Gandhi, apôtre de la non-violence qui a contribué à l'indépendance de l'Inde en 1947.

### Avenue Marie-Biton-Caillé
Petite voie en impasse longue d'une vingtaine de mètres, elle fait référence à un membre de la famille Caillé, une ancienne « dynastie » de pépiniéristes nantais dont les terrains s'étendaient jusqu'à cet endroit depuis l'emplacement de l'actuelle avenue Charles-Caillé donnant sur la rue du Général-Buat. Les bureaux de cette entreprise familiale étaient d'ailleurs situés au no 105 de cette dernière artère. La dénomination « Avenue Marie-Biton-Caillé » a été officialisée par une lettre d'autorisation du maire Paul Bellamy en date du 22 novembre 1924 adressée à Charles Caillé qui avait procédé lui-même à l'aménagement de cette voie sur ses terrains.

### Rue Marans
Cette voie privée d'environ 80 mètres de long est fermée à la circulation par une grille et rejoint l'avenue de la Pajaudière. Cette rue portait autrefois le nom d'« allée de la Pajaudière ».

### Coordonnées des lieux mentionnés
1. ↑  Église Sainte-Élisabeth : 47° 13′ 20″ N, 1° 32′ 13″ O
2. ↑  Rue de la Moutonnerie : 47° 13′ 12″ N, 1° 32′ 02″ O
3. ↑  Rue Tivoli : 47° 13′ 13″ N, 1° 32′ 03″ O
4. ↑  Rue de La Havane : 47° 13′ 13″ N, 1° 32′ 10″ O
5. ↑  Cour Jules-Durand : 47° 13′ 11″ N, 1° 32′ 12″ O
6. ↑  Impasse Philibert : 47° 13′ 15″ N, 1° 32′ 09″ O
7. ↑  Impasse de l'Ascension : 47° 13′ 15″ N, 1° 32′ 09″ O
8. ↑  Impasse Brillouet : 47° 13′ 17″ N, 1° 32′ 07″ O
9. ↑  Rue Commandant-Rivière : 47° 13′ 22″ N, 1° 32′ 12″ O
10. ↑  Rue du 3e-Dragons : 47° 13′ 26″ N, 1° 32′ 15″ O
11. ↑  Rue du Pipay : 47° 13′ 29″ N, 1° 32′ 17″ O
12. ↑  Avenue Yves-Even : 47° 13′ 27″ N, 1° 32′ 20″ O
13. ↑  Rue d'Aurelle-de-Paladines : 47° 13′ 33″ N, 1° 32′ 21″ O
14. ↑  Avenue Gandhi : 47° 13′ 35″ N, 1° 32′ 27″ O
15. ↑  Avenue Marie-Biton-Caillé : 47° 13′ 35″ N, 1° 32′ 30″ O
16. ↑  Rue Marans : 47° 13′ 36″ N, 1° 32′ 29″ O